# Jerzy Grotowski
Jerzy Marian Grotowski (n. 11 august 1933, Rzeszów, Polonia – d. 14 ianuarie 1999, Pontedera, Toscana, Italia) a fost un eminent regizor, teoretician al teatrului, pedagog, creator de metodă actoricească, unul din cei mai mari reformatori ai teatrului secolului al XX-lea.

## Biografie
În anul 1955 a absolvit Secția de Actorie a Institutului de Teatru din Cracovia, după aceea a studiat regia la Institutul de Teatru de la Moscova, unde a cunoscut tehnicile actoricești și artistice ale lui Stanisławski, Vahtangov și Meyerhold .

## Teatre și operă
În 1957 a debutat la Teatrul Vechi din Cracovia, regizând „Scaunele” de Eugen Ionescu . În 1959 s-a mutat definitiv în orașul Opole unde a preluat conducerea artistică a Teatrului 13 Rânduri . Colaborarea lui Grotowski cu Flaszen a fost fructificată în curând prin înființarea teatrului de avangardă . După lichidarea teatrului la Opole, Grotowski împreună cu colectivul s-a mutat la Wrocław, unde a înființat Teatrul Laboratorium . Prima premieră a Teatrului Laboratorium într-un nou loc a fost a IV-a versiune a lui Acropolis, după Stanisław Wyspiański, pregătită în colaborare cu Józef Szajna.
Teatrul înființat de el aparține celor mai importante instituții de artă ale secolului al XX-lea. Aici a creat spectacolele sale care au încântat, au trezit împotriviri și discuții, precum „Prințul neînduplecat” sau „Apocalipsis cum figuris”. Jerzy Grotowski a fost nu numai creatorul teatrului, dar și filosoful lui. 
În ultima perioadă a muncii sale în Polonia, în anii 1978-1982 a realizat un program al Teatrului Izvoarelor. În legătură cu el a întreprins călătorii de cercetare în India și America de Sud, cercetând ritualuri comune pentru întreaga omenire, comportamente a căror origine trebuie căutată la strămoșii comuni .
Din anul 1986 Jerzy a locuit în Italia, la Pontedera lângă Pisa. Atelierul teatral înființat de el, în colaborare cu Universitatea din California și Centrul Peter Brook, a realizat programul lui artistic de cercetare .
Grotowski este al treilea polonez, alături de Adam Mickiewicz și Bronisław Geremek, care a fost profesor la Collège de France . A predat în mai multe universități de prestigiu din toată lumea. Multe dintre ele i-au conferit titlul de doctor honoris causa (printre altele Universitatea din Pittsburgh, Dr. Paul University din Chicago și Universitatea din Wrocław). Ultima dată a vizitat Polonia în martie 1997 .  
Anul 2009 a fost declarat de UNESCO, Anul Jerzy . 